# 올버니 의료센터
올버니 의료센터(Albany Medical Center)는 미국 뉴욕주 올버니군 올버니에 있는 비영리 의료기관이다. 산하에 올버니 의료센터 병원과 올버니 의과대학을 두고 있다. 2001년부터 올버니 의료센터 상을 수여해오고 있다.

## 같이 보기
- 의학·생의학연구 분야 올버니 의료센터 상